# Wasił Mitakow
Wasił Nikołow Mitakow (bułg. Васил Николов Митаков; ur. 10 lipca 1881 we wsi Dolno Kamarci, zm. 1 lutego 1945 w Sofii) – bułgarski polityk i prawnik, minister sprawiedliwości (1939–1942).

## Życiorys
Pochodził z niewielkiej wsi Dolno Kamarci, leżącej w obwodzie sofijskim, był synem Nikoły Mitakowa i bratem Kruma Mitakowa, związanego ze środowiskiem faszystów bułgarskich. Po rozwodzie rodziców początkowo mieszkał z matką, a w 1890 przeniósł się do Sofii, gdzie ukończył liceum, a następnie rozpoczął studia prawnicze na Uniwersytecie Sofijskim. Po zakończeniu studiów odbył zasadniczą służbę wojskową i przeniósł się do Nowoselci w obwodzie widyńskim, gdzie pracował jako adwokat. Z Nowoselci przeniósł się do Sozopola, a następnie do Burgas, gdzie pracował jako sędzia sądu rejonowego. Pracował także jako sędzia w Płowdiwie, skąd powrócił do stolicy Bułgarii obejmując stanowisko zastępcy prokuratora okręgowego.
W czasie wojen bałkańskich służył jako dowódca plutonu w 1 dywizji piechoty, w stopniu porucznika rezerwy. Wziął udział w bitwie pod Czataldżą, a także pod Edirne i Pirotem. W 1913 objął stanowisko sędziego śledczego w Sofii. Pracę sędziego śledczego kontynuował w czasie I wojny światowej zajmując się kwestiami korupcji (w tym tzw. aferą Declosiera), sprawą przeciwko Aleksandrowi Stambolijskiemu, a także sprawami o szpiegostwo na rzecz Rosji. W 1917 objął stanowisko prokuratora sądu wojskowego 7 rilskiej dywizji piechoty. Po powrocie do Sofii w 1918 prowadził śledztwo w sprawie działalności tzw. Republiki Radomirskiej. W latach 1923–1925 kierował wydziałem cywilnym ministerstwa sprawiedliwości, a w latach 1931-1935 Komisją Kodyfikacyjną działającą przy ministerstwie. W 1939 objął stanowisko ministra sprawiedliwości w rządzie Georgi Kiosejwanowa, pełnił je także w rządzie Bogdana Fiłowa. 
Po przejęciu władzy przez komunistów we wrześniu 1944 Mitakow został aresztowany. Skazany na karę śmierci przez Trybunał Ludowy (przew. Bogdan Szulew) i stracony przez rozstrzelanie 1 lutego 1945. W 1996 wyrok został anulowany decyzją Sądu Najwyższego Bułgarii. 
W 2001 ukazały się wspomnienia Mitakowa z czasów, kiedy kierował resortem sprawiedliwości (Дневник на правосъдния министър в правителствата на Георги Кьосеиванов и Богдан Филов).
Był żonaty (żona Jelena z d. Dimitrowa).